# Rhea Ripley
Demi Bennett (ur. 11 października 1996 w Adelajdzie) – australijska profesjonalna wrestlerka, obecnie występująca w federacji WWE, w brandzie Raw pod pseudonimem Rhea Ripley.
Bennett przez cztery lata, od czerwca 2013 pracowała jako niezależna zawodniczka. Rozgłos nabrała jako uczestniczka pierwszej edycji turnieju Mae Young Classic, organizowanego przez najpopularniejszą federację wrestlingu na świecie, WWE. Mimo niepowodzenia, w pierwszej i drugiej edycji turnieju, Bennett podpisała kontrakt z federacją, zostając przypisana do brytyjskiej marki NXT UK. Tam została pierwszą, w historii posiadaczką tytułu NXT UK Women's Championship. Po uzyskaniu dużego rozgłosu, w Wielkiej Brytanii została przeniesiona do amerykańskiego NXT, gdzie sięgnęła po NXT Women's Championship, zostając pierwszą osobą która broniła tytułu NXT na sztandarowej gali WWE, WrestleManii. Po debiucie, w głównym składzie, w brandzie Raw, Ripley szybko zdobyła Raw Women's Championship, zostając pierwszą kobietą, która wygrała tytuły kobiet NXT UK, NXT i Raw.

## Kariera wrestlerki

### Praca na niezależnym torze (2013–2017)
Bennett zadebiutowała jako zawodniczka australijskiej federacji Riot City Wrestling. Tam dwukrotnie zdobyła RCW Women's Championship. Okazjonalnie występowała również dla federacji NHPW Global Conflict, gdzie rywalizowała o IndyGurlz Australia Championship, lecz nigdy nie udało jej się wygrać mistrzostwa.
W czerwcu 2014 wystąpiła dla Melbourne City Wrestling, broniąc swojego RCW Women's Championship przeciwko Savannah Summers i Toni Storm.
22 kwietnia 2017 stoczyła ostatnią walkę dla RCW, gdzie pokonała Kellyanne, aby obronić RCW Women's Championship.

### WWE (2017–obecnie)

#### Mae Young Classic (2017–2018)
Bennett zadebiutowała, w WWE jako zawodniczka pierwszej edycji turnieju Mae Young Classic, gdzie przyjęła nowy pseudonim ringowy Rhea Ripley. Pokonała Mirandę Salinas w pierwszej rundzie, lecz przegrała z Dakotą Kai w drugiej rundzie. 25 października 2017 Ripley miała swój telewizyjny debiut, występując po raz pierwszy na odcinku NXT, gdzie podjęła nieudaną próbę wygrania battle royal o miano pretendentki do wolnego mistrzostwa kobiet NXT.
Ripley wystąpiła, w drugiej edycji turnieju Mae Young Classic, organizowanego w połowie 2018 roku. Tam pokazała bardziej agresywną wersję swojej postaci, stając się heel'em. Dotarła do półfinałów, gdzie przegrała z Mio Shirai.

#### NXT UK Women's Champion (2018–2019)
Ripley została przypisana do nowo utworzonej marki WWE, NXT UK. Przez cały sierpień Ripley uczestniczyła, w nagraniach turnieju o miano pierwszej mistrzyni kobiet NXT UK, który został wyemitowany w listopadzie. Dotarła ona do finału, gdzie pokonała Toni Storm, aby zostać koronowana na pierwszą mistrzynię. Została wtedy drugą osobą z Australii, zaraz po Buddym Murphym, która wygrała tytuł mistrzowski w WWE.
Z powodzeniem obroniła tytuł przeciwko Dakocie Kai na Evolution, w dark matchu (turniej o tytuł w tym momencie nie został jeszcze wyemitowany, więc Ripley nie była jeszcze oficjalnie uznawana za mistrzynię). Na gali NXT UK TakeOver: Blackpool utraciła tytuł na rzecz Toni Storm, kończąc panowanie po 139 dniach (WWE uznaje tylko 44 dni). Była to również pierwsza porażka Ripley jako zawodniczka NXT UK. Później pojawiła się, w Royal Rumble matchu kobiet, 27 stycznia 2019, jednak została wyeliminowana z meczu przez Bayley. Przez większość 2019 roku Ripley toczyła rywalizację z debiutantką Piper Niven. Niven zwyciężyła Australijkę, 3 lipca 2019, co było drugą i ostatnią porażką Rhei, w NXT UK. 4 września Ripley wygrała rewanż z Niven, po czym zawarła z nią sojusz, kiedy uratowała ją przed atakiem Jinny i Jazzy Gabert. Niven i Ripley pokonali drużynę Jinny i Jazzy, kończąc rywalizację. 5 października stoczyła swoją ostatnią walkę, w NXT UK, pokonując Ninę Samuels.

#### NXT (2019–2021)

##### NXT Women's Champion (2019–2020)

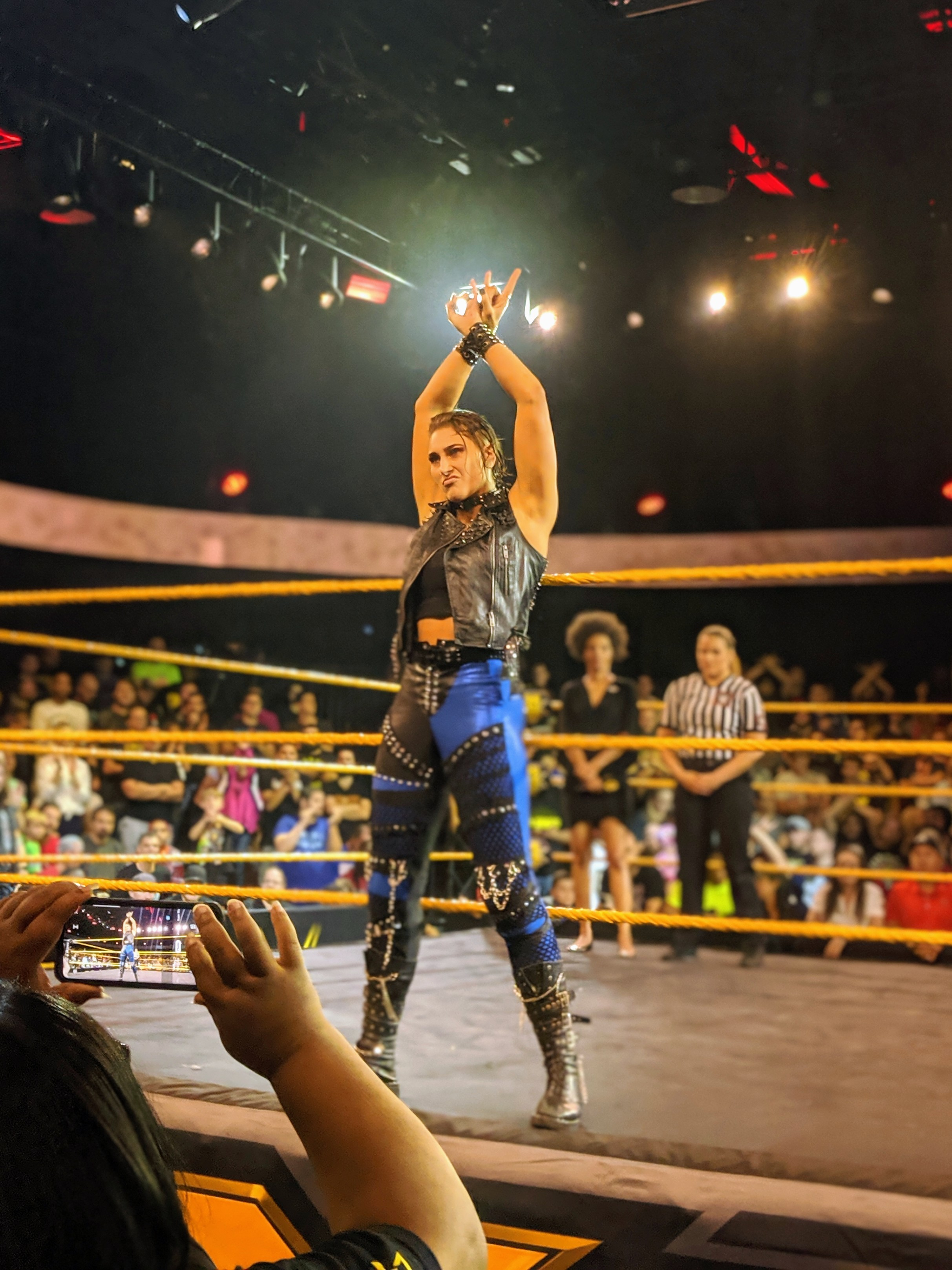
Ripley wykonująca dla niej charakterystyczny znak rękoma, podczas wejścia do ringu

Podczas odcinka NXT, z dnia 28 sierpnia 2019, Ripley niespodziewanie skonfrontowała się z mistrzynią kobiet NXT Shayną Baszler, stając się face'em. To rozpoczęło rywalizację, z Baszler.
Na odcinku SmackDown, 1 listopada cały skład NXT, wraz z Ripley, wyzwał składy Raw i SmackDown na coroczne Survivor Series, zapewniając swoją wygraną przeciwko nim. Gala Survivor Series, w 2019 roku stała się pierwszą z cyklu, która zawierała NXT. Było to również jedno z działań, dzięki któremu NXT stało się trzecim głównym brandem WWE, pod koniec 2019 roku. Tego samego dnia Ripley połączyła siły z Tegan Nox, aby pokonać zawodniczki SmackDown, Mandy Rose i Sonyę Deville. 21 listopada Ripley zmierzyła się z kapitanem zespołu Raw, Charlotte Flair i kapitanem zespołu SmackDown, Sashą Banks, gdzie Ripley przypięła Flair i wyszła zwycięsko.
Podczas gali NXT TakeOver: WarGames Rhea połączyła siły z Candice LeRae, Tegan Nox i Dakotą Kai (która zaatakowała Nox, kontuzjując ją, pozostawiając LeRae i Ripley same), aby wygrać WarGames match przeciwko Team Baszler (NXT Women's Champion Shayna Baszler, NXT UK Women's Champion Kay Lee Ray, Io Shirai i Bianca Belair), po tym jak Ripley przypięła Baszler. Następnej nocy na Survivor Series, Ripley wraz z Biancą Belair, Candice LeRae, Io Shirai i Toni Storm reprezentowały NXT, w zwycięskiej walce przeciwko drużynom marek Raw i SmackDown, gdzie Shirai, Ripley i LeRae były jedynymi osobami, które nie zostały wyeliminowane.
18 grudnia Ripley wygrała po raz pierwszy NXT Women's Championship, pokonując mistrzynię Shaynę Baszler, kończąc jej 416-dniowe panowanie, jako mistrzyni kobiet NXT. Sprawiło to, że została pierwszą kobietą, która wygrała mistrzostwa kobiet NXT UK i NXT.
3 lutego 2020 mistrzyni skonfrontowała się ze zwyciężczynią Royal Rumble meczu, Charlotte Flair, która mogła wybrać dowolną mistrzynię do walki z nią o tytuł na gali WrestleManii. Rhea przekonywała Flair, żeby zdecydowała się na wybór mistrzostwa kobiet NXT. Flair pojawiła się osobiście na odcinku NXT, lecz przerwała jej pretendentka do tytułu kobiet NXT na galę NXT TakeOver: Portland Bianca Belair oraz sama mistrzyni. Obie zaatakowały Charlotte. Na wcześniej wspomnianym NXT TakeOver: Portland, Ripley z powodzeniem obroniła mistrzostwo przeciwko Belair, lecz podczas celebracji zaatakowała ją Flair, wybierając mistrzostwo kobiet NXT jako stawkę jej walki na WrestleManię. Na gali Flair pokonała Ripley, aby wygrać NXT Women's Championship po raz drugi w karierze, a Ripley przerwała pracę, w WWE, z powodu problemów z wizą.

##### Różne rywalizacje (2020)
Po miesięcznej przerwie, powróciła 6 maja ratując Io Shirai przed atakiem Charlotte Flair, po meczu pomiędzy nimi o mistrzostwo kobiet NXT. Ripley i Shirai później same wdały się w bójkę na zapleczu. 7 czerwca 2020, na gali NXT TakeOver: In Your House, Shirai pokonała Flair i Ripley, w potrójnym meczu o NXT Women's Championship, przypinając Ripley do zdobycia mistrzostwa.
1 lipca na specjalnym odcinku NXT zatytułowanym The Great American Bash, pokonała Aliyah i jej menedżera Roberta Stone'a, w handicap match'u. 18 listopada nie udało jej się zdobyć mistrzostwa kobiet NXT, w przegranym pojedynku z Io Shirai. Ripley była częścią drużyny Shotzi Blackheart, w której skład wchodziły również Ember Moon i NXT Women's Champion Io Shirai, które przegrały WarGames match przeciwko Dakocie Kai, Raquel González, Toni Storm i Candice LeRae. Ripley stoczyła swój ostatni mecz, podczas rywalizacji przeciwko Raquel González, która pokonała ją, w walce promowanej jako Last Woman Standing match, na specjalnym odcinku NXT New Year's Evil.

#### Główny skład (2021–obecnie)
31 stycznia 2021, na gali Royal Rumble, Ripley uczestniczyła w Royal Rumble match'u, gdzie wyeliminowała 7 osób i była ostatnią osobą wyeliminowaną, przez zwyciężczynię Biancę Belair.

##### Raw Women's Champion (2021–obecnie)
Od połowy lutego federacja WWE wypuszczała zapowiedzi debiutu Ripley, w marce Raw. Pojawiła się ona 22 marca, rzucając wyzwanie mistrzyni kobiet Raw Asuce o jej Raw Women's Championship, na WrestleManię 37. Podczas walki drużynowej, w której obie rywalki połączyły siły przeciwko WWE Women's Tag Team Championkom Nii Jax i Shayny Baszler, Rhea zaatakowała Asukę, powodując przegraną. Na WrestleManii 37 Australijka wygrała mistrzostwo kobiet Raw, pokonując Asukę, zostając pierwszą kobietą, która posiadała tytuły kobiet Raw, NXT i NXT UK. 12 kwietnia 2021 na Raw, japonka była bliska odzyskania mistrzostwa od Ripley, jednak w walkę zaingerowała Charlotte Flair, powodując podwójną dyskwalifikację. Tydzień później Asuka pokonała Flair, dzięki czemu zyskała miano pretendenckie do mistrzostwa kobiet Raw na WrestleManii Backlash, co zostało oficjalnie ogłoszone 3 maja, przed kolejnym odcinkiem Raw. Flair po przegranej walce z Asuką, 19 kwietnia, zaatakowała sędziego, przez co została zawieszona na czas nieokreślony oraz ukarana grzywną wysokości $100000. 26 kwietnia, Sonya Deville, jako menedżer dyrektora generalnego Raw i SmackDown Adama Pearce'a, zdjęła karę z Flair, po tym jak ta przeprosiła sędziego. 3 maja, Charlotte zażądała, aby Deville dodała ją do meczu o Raw Women's Championship, na WrestleManii Backlash, co menedżerka Pearce'a zrobiła. Po ogłoszeniu tej informacji, druga pretendentka Asuka i mistrzyni Rhea Ripley skonfrontowały się z Flair, która została zbojkotowana przez przeciwniczki. Zdenerwowana Flair zaatakowała mistrzynię, a Asuka wyrzuciła Charlotte z ringu, a następnie celebrując dominację nad przeciwniczkami. Na WrestleManii Backlash Ripley odniosła zwycięstwo nad obiema pretendentkami.
Flair odniosła zwycięstwo nad Asuką, wskutek czemu otrzymała kolejny mecz o Raw Women's Championship przeciwko Ripley na Hell in a Cell. Na gali Flair zwyciężyła przez dyskwalifikację, po tym jak mistrzyni zaatakowała ją przykryciem od stołu komentatorskiego. Charlotte zażądała rewanżu na Money in the Bank, który otrzymała i wygrała, kończąc panowanie Ripley jako Raw Women's Championka po 98 dniach. Nie udało jej się odzyskać tytułu, w rewanżu na Raw z 19 lipca. Na SummerSlam brała udział w Triple Threat matchu o Raw Women’s Championship, w którym panująca mistrzyni Nikki A.S.H. utraciła tytuł na rzecz Charlotte Flair.
Zaraz po SummerSlam, Ripley sprzymierzyła się z byłą już rywalką Nikki A.S.H.. 20 września na Raw duet pokonał Natalyę i Taminę, wygrywając WWE Women’s Tag Team Championship. Po 63 dniach panowania utraciły mistrzostwo, przerywając walkę z Carmellą i Queen Zeliną na Raw 22 listopada.

## Inne media
Bennett pojawiła się jako Rhea Ripley, w dwóch grach wideo: WWE 2K20 oraz WWE 2K Battlegrounds. Prowadzi również wraz ze swoim chłopakiem kanał YouTube o nazwie Brutality in Action.

## Życie osobiste
Bennett uważa wrestlera WWE, The Miza jako swoją inspirację. Oprócz wrestlingu trenuje również karate, pływanie, siatkówkę, rugby i piłkę nożną.Od 2022 roku jest w związku z australijskim wrestlerem Matthew Adamsem znanym szerzej jako Buddy Murphy. W sierpniu 2023 roku ogłosili zaręczyny, a w czerwcu 2024 wzięli ślub.

## Mistrzostwa i osiągnięcia
- CBS Sports
  - Przełomowa wrestlerka roku (2019)[62]
- Pro Wrestling Illustrated
  - Miejsce 11 ze 100 najlepszych wrestlerek na liście PWI Women's 100 w 2020 roku[63]
- Riot City Wrestling
  - RCW Women's Championship (2 razy)[8]
- Sports Illustrated
  - Miejsce 7 z 10 najlepszych wrestlerek w 2019 roku[64]
- WWE
  - WWE Raw Women’s Championship (1 raz)[65]
  - WWE Women’s Tag Team Championship (1 raz) – z Nikki A.S.H.[66]
  - NXT Women’s Championship (1 raz)[5]
  - NXT UK Women’s Championship (1 raz, inauguracyjna)[67]
  - Zwyciężczyni turnieju o NXT UK Women's Championship (2018)[68]